# Maslinastokrila papigica
Maslinastokrila papigica (latinski: Forpus coelestis) vrsta je papigice iz porodice Psittacidae porijeklom iz Južne Amerike.

## Rasprostranjenost i stanište
Nastanjuju zapadni Ekvador i sjeverozapadni Peru. Žive u jatima od 40 do 50 jedinki.  Nisu naročito uznemirene ljudskom aktivnošću.

## Prehrana
U prirodi se maslinastokrile papigice hrane bobicama i kaktusovim plodovima, no nisu izbirljive. U zatočeništvu jedu sjemenke, voće i povrće.

## Reprodukcija
Ženke su vrlo protektivne prilikom obrane ptića i jaja. Po leglu ženke nose 4 – 6 jaja čija inkubacija prosječno traje 18 dana.